# Associazione Italiana Canyoning
L'Associazione Italiana Canyoning (AIC) è, insieme al Club Alpino Italiano e alla Società Speleologica Italiana, una delle associazioni nazionali che si occupano di torrentismo (o canyoning) in Italia. 
Fra queste associazioni è l'unica che si occupa esclusivamente di torrentismo.

## Scopi
Come da statuto, l'associazione si propone di:
- creare aggregazione fra i torrentisti, mediante l'organizzazione di incontri, raduni ed attività esplorative
- realizzare e gestire il Catasto delle forre italiane
- creare un organo tecnico in grado di organizzare corsi e definire standard tecnici, al fine di divulgare una più corretta pratica torrentistica
- operare nel campo della protezione ambientale, con particolare riguardo all'ambiente forra ed al suo studio scientifico

## Struttura
L'associazione prevede un Consiglio Direttivo composto da 7 persone (compreso il presidente) e referenti locali sparsi sul territorio nazionale, in genere appartenenti ai gruppi affiliati. Oltre ai gruppi locali è comunque prevista anche l'affiliazione dei singoli. Al termine del 2010 l'associazione contava più di 600 soci sparsi su tutto il territorio nazionale.

## Storia
Nasce il 26 settembre 1998 in località La Fonda, frazione di Varazze (SV).
Dopo una primissima fase di assestamento e proselitismo l'associazione persegue i propri scopi statutari mediante diverse iniziative.
- 1998: inizio pubblicazione del notiziario "Canyoning", a cadenza semestrale
- dal 1998: mantenimento del sito internet istituzionale e partecipazione ai raduni speleologici
- dal 1999: collaborazione con riviste specializzate quali ALP, Lo Scarpone, Sport Week, La Rivista del Club Alpino Italiano, ALP + Magazine, ecc con pubblicazione di notizie e articoli inerenti al canyoning
- 1999: creazione del Catasto delle forre italiane[1] e della Commissione Scientifica
- 2000: nascita della Scuola Nazionale Canyoning (SNC), organo didattico di AIC, in collaborazione con l'Ecole Francaise Canyoning della Federazione Francese di Speleologia.
- dal 2001 al 2013: partecipazione al Progetto C6 (2001)
- 2003: partenza del Progetto Pro Canyon, tuttora in corso
- dal 2003: organizzazione dei raduni internazionali estivi
- 2005: pubblicazione del Manifesto Ambientale AIC e partenza Progetto Forre Pulite, tuttora in corso
- dal 2006: organizzazione di incontri fra praticanti, iniziative didattiche[2], ecc in collaborazione con scuole ed enti locali
- 2010: organizzazione del Rendez-vous International Canyoning 2010 a Cala Gonone, raduno internazionale con la partecipazione dei rappresentanti di varie associazioni internazionali

## Collaborazioni
Alcuni dei formatori della Scuola Nazionale Canyoning (SNC) sono anche formatori della Scuola Nazionale Forre (SNAFOR) del Corpo Nazionale Soccorso Alpino e Speleologico (CNSAS).
A livello locale molti corsi di torrentismo sono tenuti in collaborazione con le sezioni del Club Alpino Italiano (CAI).
Dal 2010 si sono riallacciati i contatti con l'Ecole Francaise de Canyoning per l'organizzazione di stage congiunti fra istruttori e formatori delle rispettive scuole.
AIC mantiene rapporti con Amministrazioni, Enti Locali ed Enti Parco per l'organizzazione di iniziative aggregative (raduni e incontri), di difesa ambientale (pulizia forre) e scientifiche (Progetto C6).